# 十月镇 (阿拉万区)
十月镇是吉尔吉斯斯坦奥什州阿拉万区下辖的一个村。该村海拔790米，始建于1932年。2010年全村人口为3000人。